# Kurissowe
Kurissowe (ukrainisch Курісове; russisch Курисово Kurissowo, bis 2016 Petriwka) ist ein Dorf im Südosten der ukrainischen Oblast Odessa mit etwa 3700 Einwohnern (2001).

## Geografische Lage

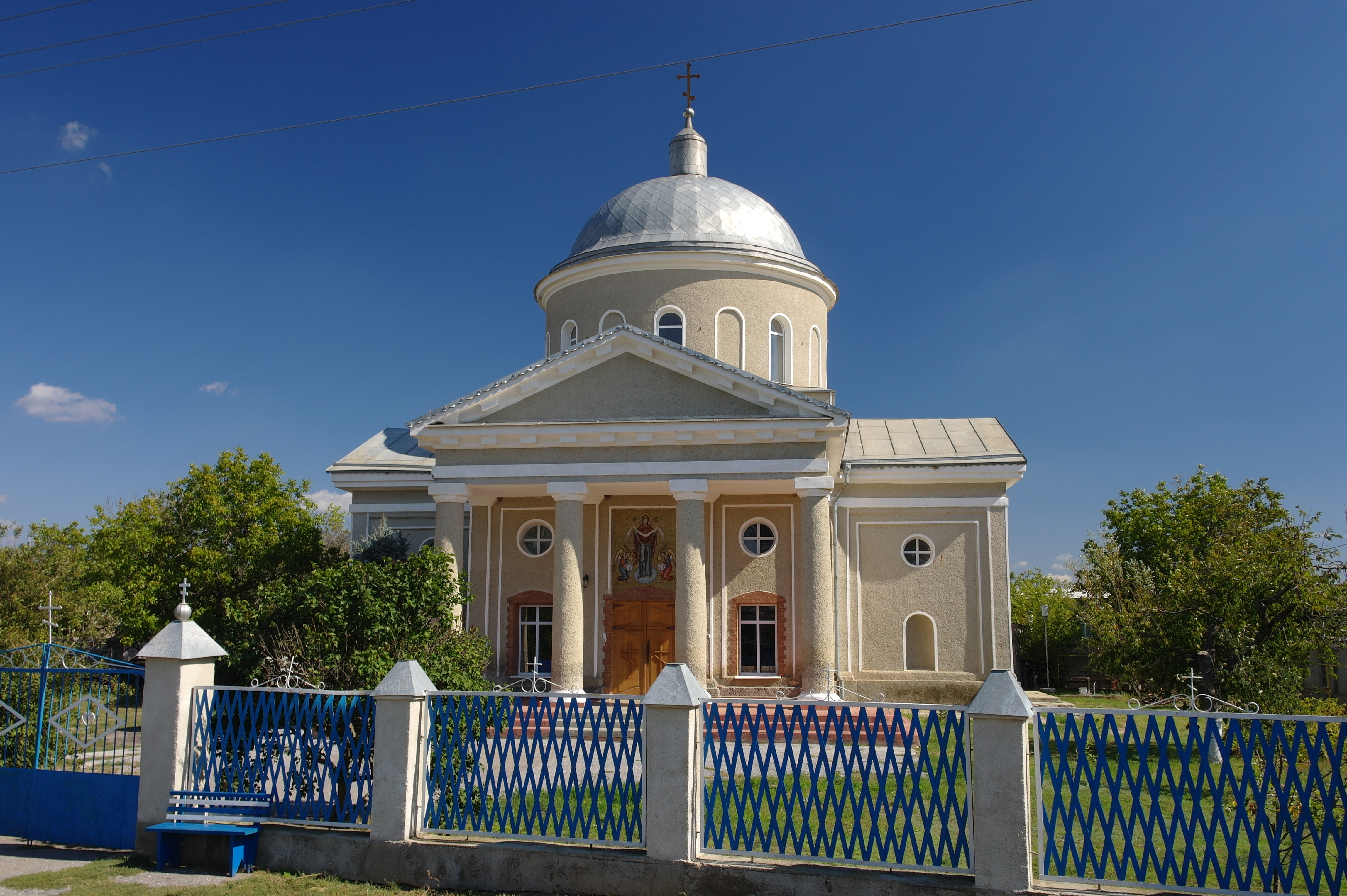
Kirche der Fürbitte

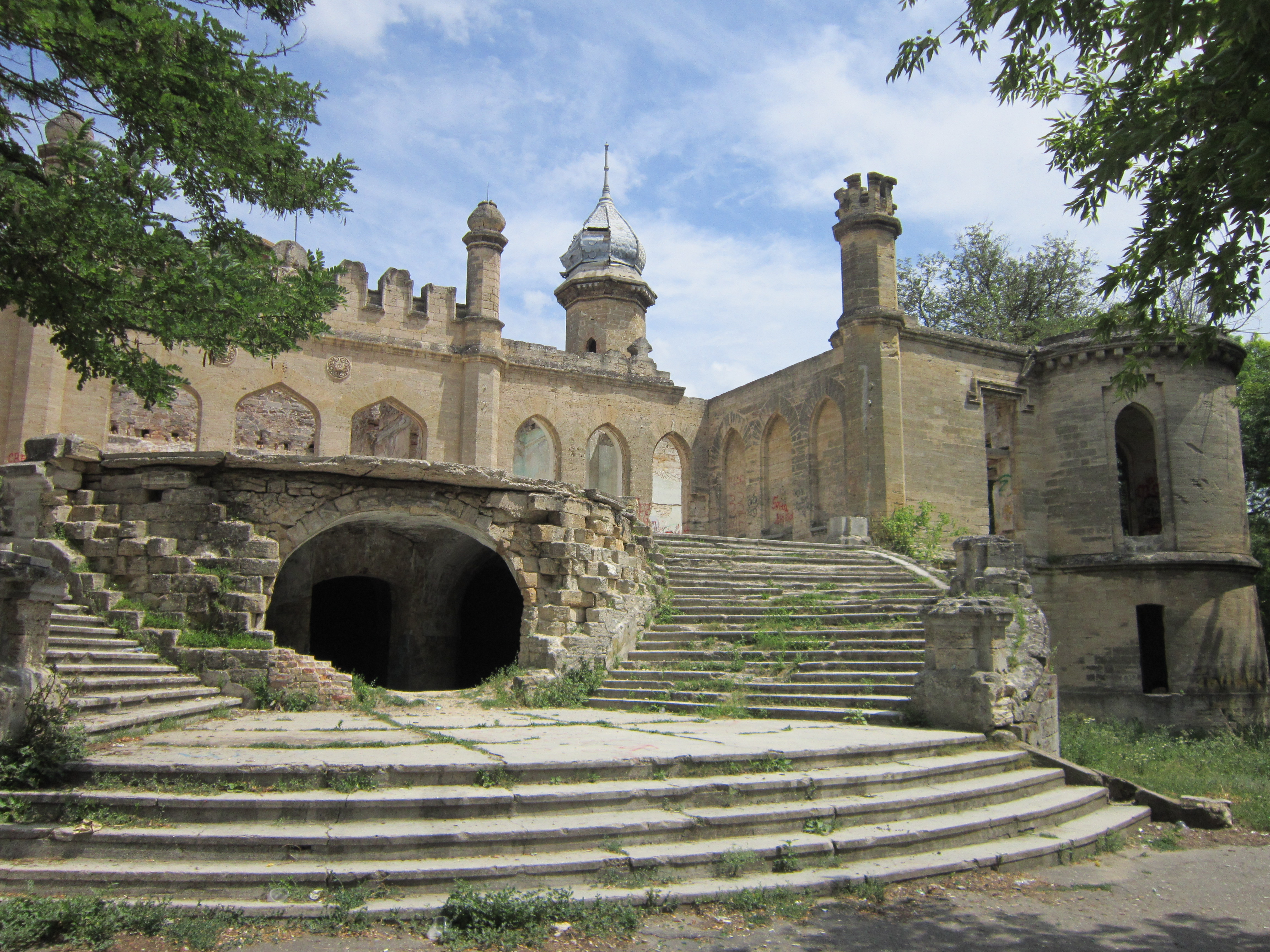
Kurissiw-Palast

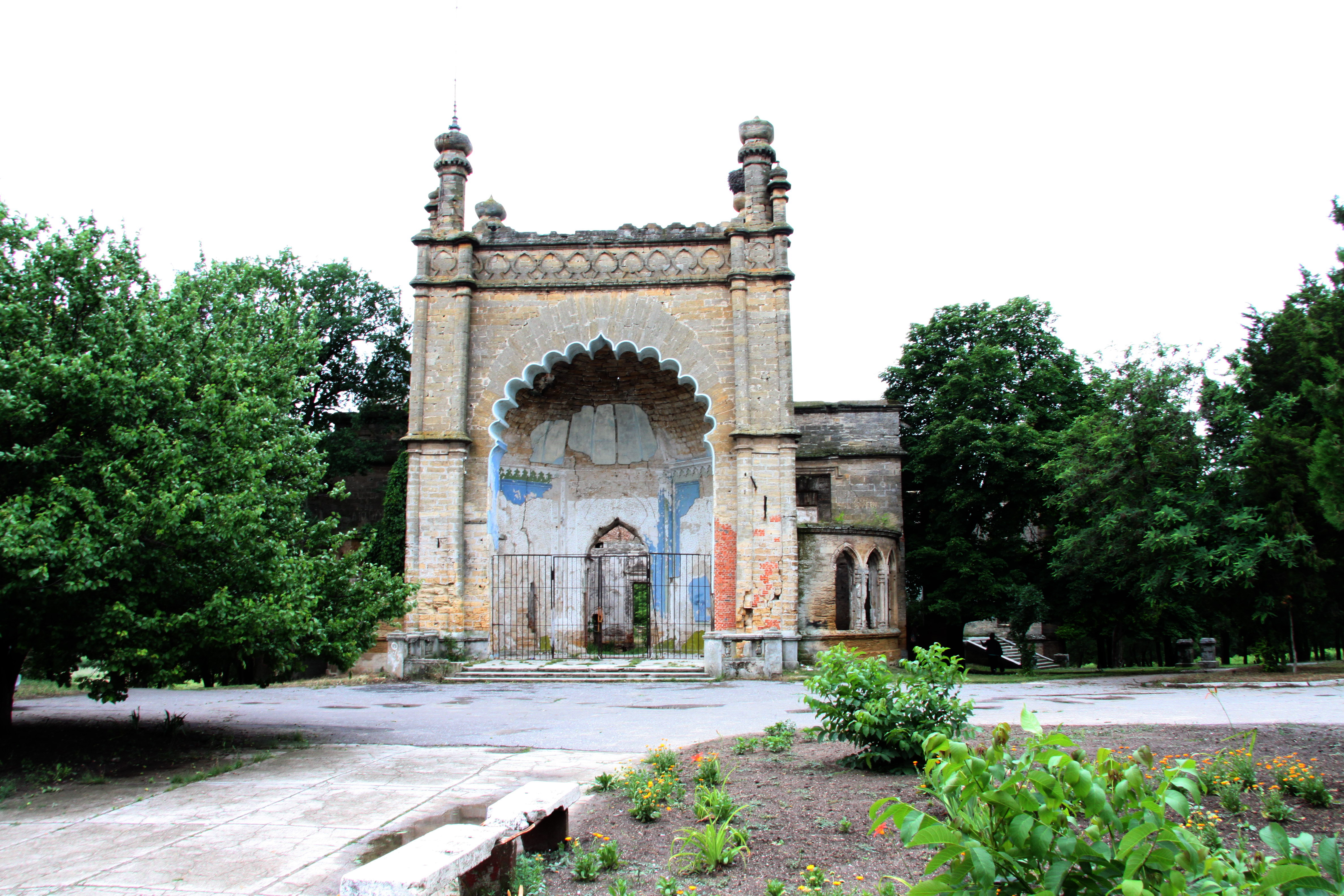
Der älteste Teil des Kurissiw-Palastes

Die Ortschaft liegt auf einer Höhe von 92 m kurz vor der Mündung des 52 km langen Balaj (Балай) in den Tylihul-Liman, 18 km nördlich vom ehemaligen Rajonzentrum Dobroslaw und 66 km nordöstlich vom Oblastzentrum Odessa.
Durch das Dorf verläuft die Regionalstraße P–55.

## Geschichte
Nach dem russischen Sieg im Russisch-Türkischen Krieg von 1787–1792 überließ 1793 der Gouverneur von Jekaterinoslaw an der Mündung des Flusses Balaj 6.000 Morgen Land dem Leiter der Kanzlei von Alexander Suworow und dann Oberstleutnant Iwan Onufrijewitsch Kuris (Иван Онуфриевич Курис; 1762–1836). 1787 wurde die Kirche der Fürbitte erbaut. Kuris siedelte am Ort Leibeigene von seinen Ländereien in der Ukraine an. 1795 hatte die Ortschaft eine Einwohnerzahl von 975 Menschen. Kuris nannte die Siedlung Balaj, die später den Namen Pokrowsky (Покровськи) und ab 1851 den Namen Kurissowo-Pokrowsky (Курісово-Покровськи) trug.
1810 begann Kuris mit dem Bau eines Anwesens. In den nächsten 10 Jahren entstand ein Herrenhaus in Form einer mittelalterlichen Burg im maurischen Stil mit Elementen gotischer Architektur, das heute als Kuryssow-Anwesen (Усадьба Курисов Ussadba Kuryssow) bekannt ist und ein architektonisches Denkmal von nationaler Bedeutung darstellt.
1861 wurde die erste öffentliche Schule und 1872 ein Krankenhaus im Dorf eröffnet. In den Jahren 1891/92 wurde dem Kuryssow-Anwesen vom Enkel des Erbauers Iwan Iraklijowytsch Kuris ein Westflügel hinzugefügt. Außerdem erhielt das Anwesen eine Bibliothek, ein Zeremoniensaal ohne Fenster mit Deckenbeleuchtung, eine halbkreisförmige Terrasse sowie Wohn- und Hauswirtschaftsräume.
Während der Oktoberrevolution wurde das Anwesen 1917 von den Dorfbewohnern teilweise zerstört. 1921 wurde das Dorf zu Ehren von Grigori Petrowski in Petriwske (Петрівське) umbenannt und 1937 erhielt das Dorf den Namen Petriwka (Петрівка). Im Zweiten Weltkrieg war das Dorf zwischen August 1941 und 4. April 1944 von Rumänien okkupiert.
Im Zuge der Dekommunisierung in der Ukraine wurde die Ortschaft 2016 von Petriwka in Kurissowe umbenannt.

## Verwaltungsgliederung
Am 12. Juni 2020 wurde das Dorf zum Zentrum der neugegründeten Landgemeinde Kurissowe (Курісовська сільська громада/Kurissowska silska hromada). Zu dieser zählten auch noch die 7 in der untenstehenden Tabelle aufgelistetenen Dörfer, bis dahin bildete es die gleichnamige Landratsgemeinde Kurissowe (Курісовська сільська рада/Kurissowska silska rada) im Norden des Rajons Lyman.
Seit dem 17. Juli 2020 ist sie ein Teil des Rajons Beresiwka.
Folgende Orte sind neben dem Hauptort Kurissowe Teil der Gemeinde:
| Name                     | Name           | Name                               |
| ukrainisch transkribiert | ukrainisch     | russisch                           |
| ------------------------ | -------------- | ---------------------------------- |
| Kajiry                   | Каїри          | Каиры (Kairy)                      |
| Kapitaniwka              | Капітанівка    | Капитановка (Kapitanowka)          |
| Nowe Selyschtsche        | Нове Селище    | Новое Селище (Nowoje Selischtsche) |
| Nowomykolajiwka          | Новомиколаївка | Новониколаевка (Nowonikolajewka)   |
| Oleksandriwka            | Олександрівка  | Александровка (Alexandrowka)       |
| Serbka                   | Сербка         | Сербка                             |
| Wyschnewe                | Вишневе        | Вишнёвое (Wischnjowoje)            |